# Zachodni Lodowiec Szelfowy
     Lodowiec Szelfowy Rossa
     Lodowiec Szelfowy Ronne i Lodowiec Szelfowy Filchnera
     Lodowiec Szelfowy Amery’ego
     Larsen C
     Lodowiec Szelfowy Riiser-Larsena
     Lodowiec Szelfowy Fimbul
     Lodowiec Szelfowy Shackletona
     Lodowiec Szelfowy Jerzego VI

Główne lodowce szelfowe Antarktydy (2008):
Lodowiec Szelfowy Rossa
Lodowiec Szelfowy Ronne i Lodowiec Szelfowy Filchnera
Lodowiec Szelfowy Amery’ego
Larsen C
Lodowiec Szelfowy Riiser-Larsena
Lodowiec Szelfowy Fimbul
Lodowiec Szelfowy Shackletona
Lodowiec Szelfowy Jerzego VI
Zachodni Lodowiec Szelfowy
Lodowiec Szelfowy Wilkinsa
Lodowiec Szelfowy Abbota
Lodowiec Szelfowy Getza

     Zachodni Lodowiec Szelfowy
     Lodowiec Szelfowy Wilkinsa
     Lodowiec Szelfowy Abbota
     Lodowiec Szelfowy Getza
Zachodni Lodowiec Szelfowy (ang. West Ice Shelf ) – lodowiec szelfowy w Antarktydzie Wschodniej, między Zatoką Barierową i Posadowsky Bay, przylegający do Wybrzeża Leopolda i Astrid. 

## Geografia
Zachodni Lodowiec Szelfowy leży w Antarktydzie Wschodniej, rozciągając się między Zatoką Barierową i Posadowsky Bay u Wybrzeża Leopolda i Astrid. Zajmuje powierzchnię 16,370 km², rozciągając się wzdłuż wybrzeża na przestrzeni 280 km. 
Wschodnia część lodowca zasilana jest przez nienazwany lodowiec, którego jęzor rozciąga się na długości 100 km, w 20-kilometrowej rozpadlinie. Na zachód od rozpadliny leżą cztery wzniesienia lodowe (ang. ice rises): Leskov, Mikhaylov, Zavadovsky i jedno jeszcze nienazwane. Na zachodzie na przestrzeni 90 km rozciąga się jęzor lodowca Philippi Glacier. 
Lodowiec jest ostoją ptaków IBA z uwagi na kolonie pingwinów cesarskich . Jedna kolonia zamieszkuje obszar lodu morskiego przy północno-zachodnim krańcu lodowca . W 2011 roku przeprowadzono (niepełne) liczenie opierzonych piskląt – było ich 3436 . Druga kolonia zlokalizowana jest w zachodniej części lodowca w Zatoce Barierowej .

## Historia
Lodowiec został odkryty przez pierwszą antarktyczną ekspedycję niemiecką prowadzoną przez Ericha Dagoberta von Drygalskiego (1865–1949) w latach 1901–1903  – tzw. „ekspedycję Gaussa”. Nazwa obiektu nawiązuje do kierunku, w którym wyprawa zauważyła lodowiec . W lutym 1901 roku statek ekspedycji „Gauss” utknął w paku lodowym do lutego 1903 roku.  